# مردیت (حوزه سرشماری)، نیوهمپشایر
مردیت (به انگلیسی: Meredith) یک منطقهٔ مسکونی در ایالات متحده آمریکا است که در مریدیت، نیوهمپشایر واقع شده‌است. مردیت ۴٫۸ کیلومتر مربع مساحت و ۱٬۷۱۸ نفر جمعیت دارد و ۱۵۸٫۵ متر بالاتر از سطح دریا واقع شده‌است.